# Rubus particeps
Rubus particeps är en rosväxtart som beskrevs av Liberty Hyde Bailey. Rubus particeps ingår i släktet rubusar, och familjen rosväxter. Inga underarter finns listade i Catalogue of Life.